# سارة بوش لينكولن
سارة بوش لينكولن (بالإنجليزية: Sarah Bush Lincoln) هي محامية أمريكية، ولدت في 13 ديسمبر 1788 في إليزابيثتاون في الولايات المتحدة، وتوفيت في 12 أبريل 1869 في مقاطعة كولز في الولايات المتحدة.